# Mejor portero suramericano del siglo según la IFFHS

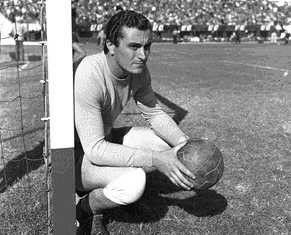
Amadeo Carrizo fue el mejor portero

El mejor portero suramericano del siglo fue un premio honorífico otorgado por la Federación Internacional de Historia y Estadística de Fútbol.
El argentino Amadeo Carrizo fue considerado por la prensa especializada como el mejor portero de todos los tiempos en Sudamérica.
Carrizo se mantuvo activo como jugador profesional por más de 25 años, donde llegó a jugar en River Plate y Millonarios Fútbol Club. Fue internacional con la selección de Argentina y participó en dos mundiales de fútbol: 1958 y 1964. Con River Plate ganó la Primera División de Argentina en siete ocasiones.
El argentino también fue acreedor del premio al mejor portero del siglo de Argentina, por delante de otros arqueros consagrados como Ubaldo Matildo Fillol, Hugo Orlando Gatti, entre otros.

## Criterio
La elección fue realizada por especialistas deportivos de la IFFHS. Tenía como finalidad reconocer al portero sudamericano más relevante del siglo XX.
La lista de todos los futbolistas elegibles o candidatos al mejor portero de Sudamérica se realizó también como parte de las elecciones centenarias organizadas por la Federación Internacional de Historia y Estadística de Fútbol para cada uno de los cinco continentes.

## Ganador
El argentino Amadeo Carrizo fue designado como el mejor portero suramericano del siglo por haber alcanzado 68 puntos en la clasificación final, seguido por el paraguayo José Luis Chilavert con 57 puntos. El también argentino, Ubaldo Fillol, terminó en el podio con 53 puntos. El último clasificado en el Top 10 fue el futbolista brasileño Emerson Leão, con 13 unidades.
Entre los diez primeros clasificados figuran varios futbolistas de distintas nacionalidades, entre ellos, los uruguayos Ladislao Mazurkiewicz y Roque Gastón MáspoliUruguay, el colombiano René Higuita y el chileno Sergio Livingstone.
Carrizo recibió el premio en 2000 por parte de dirigentes de la IFFHS y personalidades del fútbol.

### Ranking final
| Posición | Nacionalidad | Futbolista              | Puntos |
| -------- | ------------ | ----------------------- | ------ |
| 1        | Argentina    | Amadeo Carrizo          | 68     |
| 2        | Paraguay     | José Luis Chilavert     | 57     |
| 3        | Argentina    | Ubaldo Fillol           | 53     |
| 4        | Brasil       | Gylmar dos Santos Neves | 47     |
| 5        | Uruguay      | Ladislao Mazurkiewicz   | 46     |
| 6        | Uruguay      | Roque Gastón Máspoli    | 26     |
| 7        | Argentina    | Hugo Gatti              | 20     |
| 8        | Colombia     | René Higuita            | 18     |
| 9        | Chile        | Sergio Livingstone      | 15     |
| 10       | Brasil       | Emerson Leão            | 13     |